# Deutschmeister (Deutscher Orden)
Deutschmeister (Magister Germaniae) war Titel eines hohen Gebietigers des Deutschen Ordens. Seit 1219 lautete so die offizielle Bezeichnung des für die Balleien im Heiligen Römischen Reich zuständigen Landmeisters. 
In Deutschland (seit 11. Dezember 1381 auch für Italien zuständig) fungierte seit 1218 der Deutschmeister (meister Tewtzschordens in deutschen und welischen landen), der 1494 vom römisch-deutschen König Maximilian I. in den Reichsfürstenstand erhoben wurde. Nach der Säkularisation des Deutschen Ordens unter dem letzten in Preußen herrschenden Hochmeisters Albrecht im Jahre 1525 erhielt der Deutschmeister Walther von Cronberg 1527 von Kaiser Karl V. die Berechtigung, sich „Administrator des Hochmeistertums“ zu nennen. Auf dem Augsburger Reichstag 1530 wurde er von Kaiser Karl V., ohne politische Konsequenzen für Herzog Albrecht von Preußen, auch mit dem Land Preußen belehnt.
Von da an bis 1929 hieß das Amt des Hochmeisters des Deutschen Ordens umgangssprachlich „Hoch- und Deutschmeister“. Letzter Hoch- und Deutschmeister war von 1894 bis 1923 der k.u.k. Feldmarschall Erzherzog Eugen von Österreich aus dem Haus Habsburg.